# Lewenberg (Teutoburger Wald)
Der Lewenberg (früher auch Evertskopf) ist ein 312,6 m ü. NHN hoher Berg im Teutoburger Wald bei Bielefeld-Lämershagen und nach dem Auf dem Polle (320 m) der zweithöchste Berg Bielefelds.

## Geographie
Der Lewenberg liegt im Naturschutzgebiet Östlicher Teutoburger Wald. Nördlich von ihm befindet sich der Lietegge (285 m), im Osten befindet sich der Maakenberg (286,5 m), im Süden das Wochenendhausgebiet „Markengrund“ und westlich befindet sich der Auf dem Polle (320 m), sowie die A 2. Auf der östlichen Kuppe des Lewenberges befinden sich die Reste der Löwenburg.